# Советская новая волна
Оттепельное кино, Советская новая волна (англ. Soviet New Wave) — направление в советском кинематографе начала 1960-х годов, определившее духовно-эстетическую ценность советского кино. Представителями новой волны стали молодые режиссёры, чьё творческое мышление сложилось под влиянием отечественной киношколы, а также европейской школы киноискусства.
Понятие «Новая волна» было введено Франсуазой Жиру впервые в 1958 году в отношении молодого поколения. В дальнейшем термин стал символом обновления французского кино.

## История
Новое направление стало главной движущей силой в создании фильмов и получило широкое распространение в СССР. Поколение молодых режиссеров поспособствовало развитию сразу двух значимых тенденций в развитии советского кинематографа.
Поэтико-живописное направление характеризуется применением притчеобразных сюжетов, аллегорий, метафор, символов. Образный строй фильмов отличается яркой, живописной выразительностью и декоративной броскостью. Режиссёры старались показать радость жизни через бытовые вещи, которые часто становились более важными, чем сам сюжет картины. Наибольший успех, как представители данного стиля получили фильмы «Иваново детство» (1962) А. Тарковского, «Тени забытых предков» (1964) и «Цвет граната» (1968) С. Параджанова, «Мольба» (1967) Т. Абуладзе.
Поэтико-документальное направление представляет собой сочетание приёмов документального и игрового кино. Происходит изменение контакта с действительностью. Благодаря внутрикадровому монтажу фильмы обзавелись такими отличительными чертами, как динамичность и ритмичность повествования. Ощущения реальной среды, впечатления естественно протекающей жизни, «случайного» обличения частной жизни кинематографисты стали добиваться за счёт присутствия «скрытой камеры». Излюбленным приемом в кино этого жанра становятся лирические отступления на отстраненные темы, что добавляет фильмам особую одухотворенность и поэтичность. Режиссёры начинают выстраивать свое авторское пространство с помощью оператора, а не закадрового голоса. Теперь изображение — это рассуждение героя, находящегося в постоянной динамике, а действие — его внутреннее состояние, формирующееся за счет настроения самого автора. Стилистической особенностью становится пристальное внимание к психологически важным деталям, акцентируемым резким монтажом. Наибольшее признание получили такие фильмы, как «Я шагаю по Москве» (1963) Г. Данелии,
«Застава Ильича» (1965) и  «Июльский дождь» (1966)  М. Хуциева, «Листопад» (1966) О. Иоселиани.

## Развитие
Ежегодно в стране выходило более 300 тематических и событийных фильмов, 80 % из который финансировались Госкино СССР, а оставшиеся 20 % — ведомствами и министерствами, интересовавшимися производством фильмов о своей отрасли. 50 % продукции документального кино производилось в СССР.
Наиболее яркими представителями поэтико-живописного стиля стали А. Тарковский, С. Параджанов, Т. Абуладзе.
В поэтико-документальном направлении более всего отличились Г. Данелия, М. Хуциев, О. Иоселиани, А. Герман, В. Шукшин.
В документальное кино пришло новое поколение документалистов: Павел Коган, Пётр Мостовой, Виктор Лисакович, Борис Галантер, Николай Обухович, Герц Франк, Майя Меркель, Артавазд Пелешян.
«Новая волна» становится событием в развитии послевоенного кинематографа, заключающим в себе формулу как модернистского, так и постмодернистского кинематографа.
Примечательно, как быстро режиссёры начали применять все отличительные техники этого направления в своих фильмах.
В фильме «Сегодня премьера» С. Аранович активно пользуется приемом «скрытой камеры», показывая репетиции Георгия Товстоногова. В фильм также включены эпизоды, запечатлевшие моменты реакции известных актёров на снимающий их объектив.
Яркий представитель новой волны — фильм П. Когана, П. Мостового «Взгляните на лицо» отличается удивительным операторским мастерством, за счёт которого передается все разнообразие чувств, возникающее у посетителей Эрмитажа перед картиной «Мадонна Литта».
В 1966 году появился фильм М. Ромма «Обыкновенный фашизм», в котором были применены практически все популярные приёмы этого времени. Режиссёр смонтировал основную часть фильма, стремясь придать кадру новое назначение, а в прологе фильма использовал «скрытую камеру» для кадров Москвы. Каждый эпизод, по задумке автора, должен был вызвать максимально яркие зрительские эмоции.

## Влияние
Наиболее сильное влияние на становление нового направления в СССР оказали такие лидеры европейского киноискусства, как М. Антониони, И. Бергман, Ф. Феллини.

## Критика
В своей беседе с обозревателем «Правды» Виктором Кожемяко киновед и социолог Фёдор Раззаков упомянул:
Те позитивные образы, которые они создавали в 50-е годы (киношные либералы называли такие фильмы «ландрином»), уже не вписывались в кинематограф, который начал формироваться в 60-е — он становился более проблемным, более критичным. На волне этого перехода стали восходить актёрские звёзды таких «некрасавцев», как Евгений Леонов, Ролан Быков, Инна Чурикова, Евгений Евстигнеев, Савелий Крамаров и другие. Это была новая волна в развитии советского кинематографа — не менее талантливая и сильная, чем предыдущая, но… по-своему заложившая основы будущего развала.
Критические отзывы историков кино и кинокритиков о советском кинематографе эпохи «оттепели» были собраны в журнале «Киноведческие записки» № 77.

Александр Шпагин: 
Расцвет «оттепели» пришелся на 1960-е, когда практически не было плохих фильмов. Даже абсолютно бездарные люди снимали хорошие картины. Словно «тихий ангел» летал. В этом самое главное значение «оттепели». В 1960-е благодаря ей был совершен нечеловеческий прорыв, которого до того не знала история мирового киноискусства. Причем для меня подлинный российский кинематограф «оттепели» начинается уже после самой «оттепели» — в 1963—1964 годах — и заканчивается в 1970 году. К чему же пришла «оттепель»? Во-первых, это было открытие Бога. Может быть, интуитивное, подсознательное открытие крестного пути человека. Это мы увидели в фильмах «Летят журавли», «Судьба человека», «Неотправленное письмо», «Иваново детство». Камера летала вместе с состояниями души главного героя. Мир строился по его образу и подобию и при этом разрушался, это был страшный путь через бездну, для того, чтобы душа родилась и заговорила, чтобы человек, пройдя страшные испытания, вышел на иную ступень понимания жизни, стал личностью с большой буквы. Собственно говоря, эта линия началась Вероникой из картины «Летят журавли», а закончилась ребенком из «Иванова детства». Дальше начинается важнейшее последствие «оттепели» — «экзистенциальный кинематограф», линия которого оказалась оборвана в 1970-е годы («Короткие встречи», «Июльский дождь», «Долгая счастливая жизнь»). Это и «поэтическая волна», сначала никем не замеченная, которая тоже вышла из кинематографа «оттепели», начавшись «Дорогой ценой» Донского. Потом уже появился Параджанов и огромные пласты молдавского и украинского кино, которые тоже были почти «удушены»…
Евгений Марголит: 
Первое абсолютно свободное кино «оттепели» — это, конечно же, «Застава Ильича», которая вышла тогда, когда «оттепель» фактически закончилась. Произошло это потому, что невероятно, мучительно долго шло само «распрямление». Это была не революция, все 1950-е годы происходили подспудные, мелкие изменения. Причем самое поразительное, что сначала старшие (Калатозов, Донской, Барнет) оказались намного смелее молодых. Уже потом пришло поколение Тарковского, Хуциева и Параджанова, поколение людей, энергия которых накапливалась и наконец «взорвалась». Сюжет второй половины 1960-х годов — человек обретает себя и пытается нащупать почву. Позже выясняется, что никакой почвы для него нет и быть не может. И в 1970-е он проваливается в такую бездну…Мне кажется, одним из главных достоинств кино «оттепели» было спасительное «недознание» — вера в гуманистический идеал. Те люди, которые понимали цену нашему историческому прошлому — молчали.
Ханс-Йоахим Шлегель: 
Кино «оттепели» — это в чем-то реабилитация революционного кино начала XX века. Нельзя забывать, что и теория кино, и кинематограф авангарда тоже долгое время были «на полке». Поколение Тарковского и поколение 1960-х нельзя понять, не учитывая, какие импульсы они получили из реабилитации первоначального подъема. Значительна здесь роль Ромма, который показывал эти фильмы своим студентам. Вообще, во ВГИКе «оттепель» продолжалась гораздо дольше, чем в обществе.
Владимир Дмитириев:
«Оттепель» чисто случайно совпала с периодом безвременья в кинематографе. В 1956 году закончился неореализм, а «новая волна» еще не началась. Именно в этот момент ворвалась «оттепель», не только российская, но и восточноевропейская. Потом пришла «новая волна». А 1960 год — это уже «Сладкая жизнь» Феллини, «Приключение» Антониони, «Девичий источник» Бергмана, это знаменитый Каннский фестиваль, на который мы представили скромные картины — «Балладу о солдате» и «Даму с собачкой», получившие премию просто за хороший подбор картин. Начался принципиально новый кинематограф. И в эту новую ситуацию нам было трудно вписаться. А если бы тогда не была запрещена и оскорбительно переделана под советскую стилистику картина Швейцера, мы бы имели возможность выхода в социальный русский кинематограф, равного которому в мировом кино не было бы. Но наша единственная возможность войти в мировой кинопроцесс (до Тарковского) сразу оказалась прервана. Так что «оттепель» началась в 1956 году и в 1960-м закончилась.

## Режиссеры-представители направления
(в алфавитном порядке заглавных букв фамилий на русском языке)
- Тенгиз Абуладзе
- Семен Аранович
- Михаил Богин
- Сергей Бондарчук
- Алексей Герман
- Георгий Данелия
- Юрий Егоров
- Отар Иоселиани
- Михаил Калатозов
- Михаил Калик
- Кира Муратова
- Сергей Параджанов
- Михаил Ромм
- Алексей Салтыков
- Андрей Тарковский
- Марлен Хуциев
- Василий Шукшин

## Список значимых фильмов
(в возрастающем порядке года выхода)
- «Весна на Заречной улице» (1956);
- «Карнавальная ночь» (1956);
- «Сорок первый» (1956);
- «Летят журавли» (1957);
- «Высота» (1957);
- «Баллада о солдате» (1959);
- «Судьба человека» (1959);
- «Неотправленное письмо» (1959);
- «Каток и скрипка» (1960);
- «Простая история» (1960);
- «Шумный день» (1960);
- «Девять дней одного года» (1961);
- «Человек идёт за солнцем» (1961);
- «Иваново детство» (1962);
- «Девчата» (1962);
- «Я шагаю по Москве» (1963);
- «Тени забытых предков» (1964);
- «До свидания, мальчики» (1964);
- «Добро пожаловать, или Посторонним вход воспрещён» (1964);
- «Живёт такой парень» (1964);
- «Председатель» (1964);
- «Гамлет» (1964);
- «Отец солдата» (1964);
- «Я — Куба» (1964);
- «Обыкновенный фашизм» (1965);
- «Застава Ильича» (1965);
- «Андрей Рублёв» (1966);
- «Июльский дождь» (1966);
- «Берегись автомобиля» (1966);
- «Республика ШКИД» (1966);
- «Долгая счастливая жизнь» (1966);
- «Листопад» (1966);
- «Короткие встречи» (1967);
- «Мольба» (1967);
- «Комиссар» (1967);
- «Любить…» (1968);
- «Золотой телёнок» (1968);
- «Цвет граната» (1968).